# الاکلا-اناگا
الاکلا-اناگا (به لاتین: Alakola-anga) یک منطقهٔ مسکونی در سری‌لانکا است که در استان مرکزی (سری‌لانکا) واقع شده‌است.